# Nolana ramosissima
Nolana ramosissima es una de las 49 especies pertenecientes al género Nolana presentes en Chile, el cual corresponde a la familia de las solanáceas (Solanaceae). Esta especie en particular es endémica con una distribución muy reducida en el borde costero de la Región de Antofagasta y de la Región de Atacama en Chile, es escasa.

## Descripción
La Nolana ramosissima se encuentra descrita como un arbusto perenne, de forma globosa algo decumbente, de ramas y hojas densas, forma manchones. Posee entrenudos de 1 a 10 mm de largo. Es algo leñosa en su base. Es una planta densa de color verde-amarillo. Alcanza los 120 cm de altura.
Se caracteriza por tener flores pequeñas ubicadas en el extremo de sus ramas, no muy abundantes, su cáliz de forma cilíndrico-acampanado presenta cinco lóbulos glandulosos. La corola posee de 5 pétalos unidos con forma de campana, gamopétalas, su corola normalmente es de color lila o lila pálido. La parte interior de la flor o garganta es de color blanca o amarilla pálida en la base. Posee 5 estambres desiguales en tamaño de color blanco y anteras maduras son de color violeta oscuro y polen blanco, esta es una característica principales de sus flores. 
Su fruto posee de 3 a 8 semillas elipsoidales, algo glutinosas de color negro.
La Nolana ramosissima presenta hojas lineares espatuladas y suculentas, galdular pulvurulenta, con ápice redondo. Ramas erectas y abundantes que destacan contra el paisaje desértico, esta característica le otorga su nombre.
Crece en sectores costeros con suelo pedregoso o rocoso, muy cerca del mar o en quebradas con influencia de neblinas costeras, con alta radiación solar en terrenos planos y sectores con exposición norte. Crece desde los 0 hasta los 500 metros sobre el nivel del mar, en quebradas interiores con influencia de la camanchaca puede llegar hasta los 2000 metros. Esta especie en particular requiere de la humedad de neblinas costera camanchaca. No resiste heladas. En la región de Antofagasta y Atacama florece con mayor intensidad en períodos de desierto florido, es escasa y comparte hábitat con otras especies de Nolana. Puede soportar una temporada seca de 8 hasta 12 meses e incluso años sin precipitaciones. Habita en un clima de rusticidad USDA equivalente a zonas 10 y 11.

## Nombres vernáculos
Esta especie es conocida como 'suspiro ramoso'o 'suspiro de campo'. 

## Importancia
Esta especie constituye una de las flores emblemáticas que aparecen durante la floración del fenómeno denominado Desierto florido
Es considerada una planta con valor ornamental.

## Amenazas
Una de las principales amenazas de esta especie la constituyen factores antrópicos como la urbanización y ocupación del borde costero, por acción antrópica por el turismo y colecta de flores